# خودروو
خودروو (به چکی: Chuderov) یک منطقهٔ مسکونی در جمهوری چک است که در Ústí nad Labem District واقع شده‌است. خودروو ۱۵٫۳۴ کیلومتر مربع مساحت و ۸۵۰ نفر جمعیت دارد و ۳۴۰ متر بالاتر از سطح دریا واقع شده‌است.